# Николаевский сельсовет (Саракташский район)
Николаевский сельсовет — сельское поселение в Саракташском районе Оренбургской области Российской Федерации.
Административный центр — село Николаевка.

## История
Статус и границы сельского поселения установлены Законом Оренбургской области от 2 сентября 2004 года № 1424/211-III-ОЗ «О наделении муниципальных образований Оренбургской области статусом муниципального района, городского округа, городского поселения, установлении и изменении границ муниципальных образований»

## Население
| 2010  | 2012  | 2013  | 2014  | 2015  | 2016  | 2017  |
| ----- | ----- | ----- | ----- | ----- | ----- | ----- |
| 1306  | ↘1281 | ↗1293 | ↘1269 | ↘1264 | ↘1256 | ↗1276 |
| 2018  | 2019  | 2020  | 2021  |       |       |       |
| ↘1260 | ↘1244 | ↘1223 | ↘1212 |       |       |       |

## Состав сельского поселения
| № | Населённый пункт | Тип населённого пункта       | Население |
| - | ---------------- | ---------------------------- | --------- |
| 1 | Биктимирово      | село                         | 258       |
| 2 | Кабанкино        | село                         | 468       |
| 3 | Николаевка       | село, административный центр | 409       |
| 4 | Рождественка     | село                         | 171       |